# Capiago Intimiano
Capiago Intimiano – miejscowość i gmina we Włoszech, w regionie Lombardia, w prowincji Como.
Według danych na rok 2004 gminę zamieszkiwało 4839 osób, 967,8 os./km².